# Germainiinae
Germainiinae, podtribus trava u tribusu Andropogoneae. Postoji 5 priznatih rodova.

## Rodovi
1. Imperata Cirillo (12 spp.)
2. Pogonatherum P. Beauv. (4 spp.)
3. Germainia Balansa & Poitr. (8 spp.)
4. Apocopis Nees (16 spp.)
5. Lophopogon Hack. (3 spp.)